# Peter Kjær
Peter Kjær (* 5. November 1965 in Fredericia, Dänemark) ist ein ehemaliger dänischer Fußballspieler.

## Karriere

### Vereine
Kjær begann seine Profikarriere 1983 bei Vejle BK. Mit den Jütländern wurde er 1984 dänischer Meister. Anfang 1994 wechselte Kjær zu Silkeborg IF. Mit Silkeborg wurde er 1994 ebenfalls Meister, dabei war er Stammtorwart. 2001 wurde er mit Silkeborg zudem noch Pokalsieger, ehe er im August 2001 zum türkischen Spitzenklub Beşiktaş Istanbul wechselte. Dort konnte er sich allerdings nicht durchsetzen und ließ den Vertrag bereits nach zwei Monaten wieder auflösen. Daraufhin wechselte Kjær zum schottischen Klub FC Aberdeen. Dort wurde er sofort Stammtorwart. 2003 beendete er seine Karriere.

### Nationalmannschaft

#### U-21 Nationalmannschaft
Kjær absolvierte von 1986 bis 1988 17 Einsätze für die U21 Dänemarks.

#### A-Nationalmannschaft
Kjær gewann 1995 mit der Nationalmannschaft Dänemarks den Konföderationen-Pokal, kam dabei jedoch nicht zum Einsatz. Auch bei der Fußball-Weltmeisterschaft 1998 und bei der Fußball-Europameisterschaft 2000 gehörte er dem Kader an.
Erst am 25. April 2001 gab er sein Debüt für die A-Nationalmannschaft. Beim 3:0-Sieg gegen Slowenien wurde er in der 65. Minute für Peter Schmeichel, dessen letztes Länderspiel es war, eingewechselt.
Kjærs letztes Länderspiel war am 27. März 2002 eine 0:3-Niederlage in einem Freundschaftsspiel gegen Irland, bei der er zur Halbzeitpause für Thomas Sørensen eingewechselt wurde. Kjær wurde anschließend für die Fußball-Weltmeisterschaft 2002 nominiert, kam allerdings nicht zum Einsatz. 
Kjær kam nur auf vier Länderspiele, davon eines über die volle Spielzeit.

## Titel und Erfolge
- Dänischer Meister 1984 und 1994
- Sieg beim Konföderationen-Pokal 1995
- Dänischer Pokalsieger: 2001